# Otto Weininger
Otto Weininger (Viena, 3 de abril de 1880 - ibídem, 4 de octubre de 1903) fue un filósofo austríaco. En 1903, publicó el libro Geschlecht und Charakter (Sexo y carácter), con el que ganó popularidad después de su suicidio a los 23 años. Partes de su obra fueron adaptadas al régimen nazi. Weininger ejerció una gran influencia en Ludwig Wittgenstein, August Strindberg y, a través de su obra menos conocida Über die letzten Dinge, en James Joyce.

## Biografía
Otto Weininger nació en Viena, en el seno de una familia judía. Era hijo de orfebre, Leopold Weininger. Alegre y entusiasta en la niñez, bien pronto se suscitó en él un violento afán de saber. Leyó en abundancia historia, filosofía, literatura. Su primera inclinación lo llevó hacia los estudios filológicos; parece que llegó a dominar el griego, latín, francés e inglés desde temprana edad, más tarde también español, noruego e italiano. En la Universidad se le despertó el interés por las ciencias naturales y la matemática, que cultivó juntamente con la física y la filosofía.
Weininger ha sido un filósofo precoz motivo de interés para quienes unen a la filosofía la curiosidad por el drama de la existencia del hombre.

## Su obra
"Sexo y carácter" es el producto principal de su mente de pensador, y al mismo tiempo un doloroso testimonio o documento de su propia vida.  Este libro constituye uno de los más extraños «casos» de la filosofía contemporánea.
Difícilmente podrá separarse los dos incentivos, el que deriva de la doctrina riquísima y profunda, y el que proviene de su vida conturbada y voluntariamente rota en plena juventud, si se tiene presente que todos estos pensamientos se concibieron alrededor de los veinte años, y que el filósofo cayó, acaso víctima de su propio libro, como en algún lugar del mismo sugiere.
Descarnado, nervioso, su naturaleza era muy resistente y aún se creía por encima de cualquier flaqueza física. El enorme esfuerzo mental y la índole de sus meditaciones influyeron después sin duda en su carácter. Uno de sus amigos ha transmitido rasgos suyos, y lo describe como un joven que, sin parecer desdichado, aparecía como privado de toda alegría:

Creo que jamás lo poseyó un sentimiento dichoso ni conoció el puro y apacible abandono natural y él advertía perfectamente tal incapacidad suya para la ventura. Con frecuencia sorprendiome cómo le atormentaban, sin tregua, sus propias teorías… Había experimentado en alto grado la necesidad de amar irreflexivamente, pero tenía demasiada lealtad hacia sí mismo como para no perseguir en su alma, con análisis despiadado, los últimos motivos, descomponer su sentimiento en sus orígenes y juzgarlo éticamente… Weininger no era de los que predican moral y construyen teorías pero viven ajenos a ellas. Cada principio considerado por él como verdadero, cada postulado establecido, se lo imponía, ante todo, a sí mismo. Consiguió vivir su filosofía, y, cuando se vio impotente para ello, se quitó voluntariamente la vida.
E. Lucka, Otto Weininger. Sein Werk uns seine Persoenlichkeit. Braumueller, Wien und Leipzig, 1905.

En 1901, Weininger contaba veinte años y compartía los puntos de vista del empiriocriticismo, manera de positivismo muy en boga por entonces en Alemania y Austria; se reunía con algunos jóvenes preocupados por el problema del conocimiento, para leer y comentar la Crítica de la experiencia pura, de Avenarius. Por esta época tenía ya escrito un trabajo que habría de convertirse luego, reelaborado y ampliado, en Sexo y Carácter. Seguidamente ocurrió un cambio fundamental en la actitud filosófica de Weininger. El empirio-criticista, el positivista, se convierte a las tendencias contrarias que empezaban a abrirse paso y que habrían de dar su tono al pensamiento del siglo naciente. El cambio se refleja enseguida en su trabajo; la parte biológica de su escrito original, muy extensa, se abrevió entonces. El libro, proyectado como un estudio de biología, psicología y caracteriología, se mudó en una indagación esencialmente filosófica, por el desarrollo de una teoría de valor predominantemente kantiana y de ahondamiento en lo metafísico.

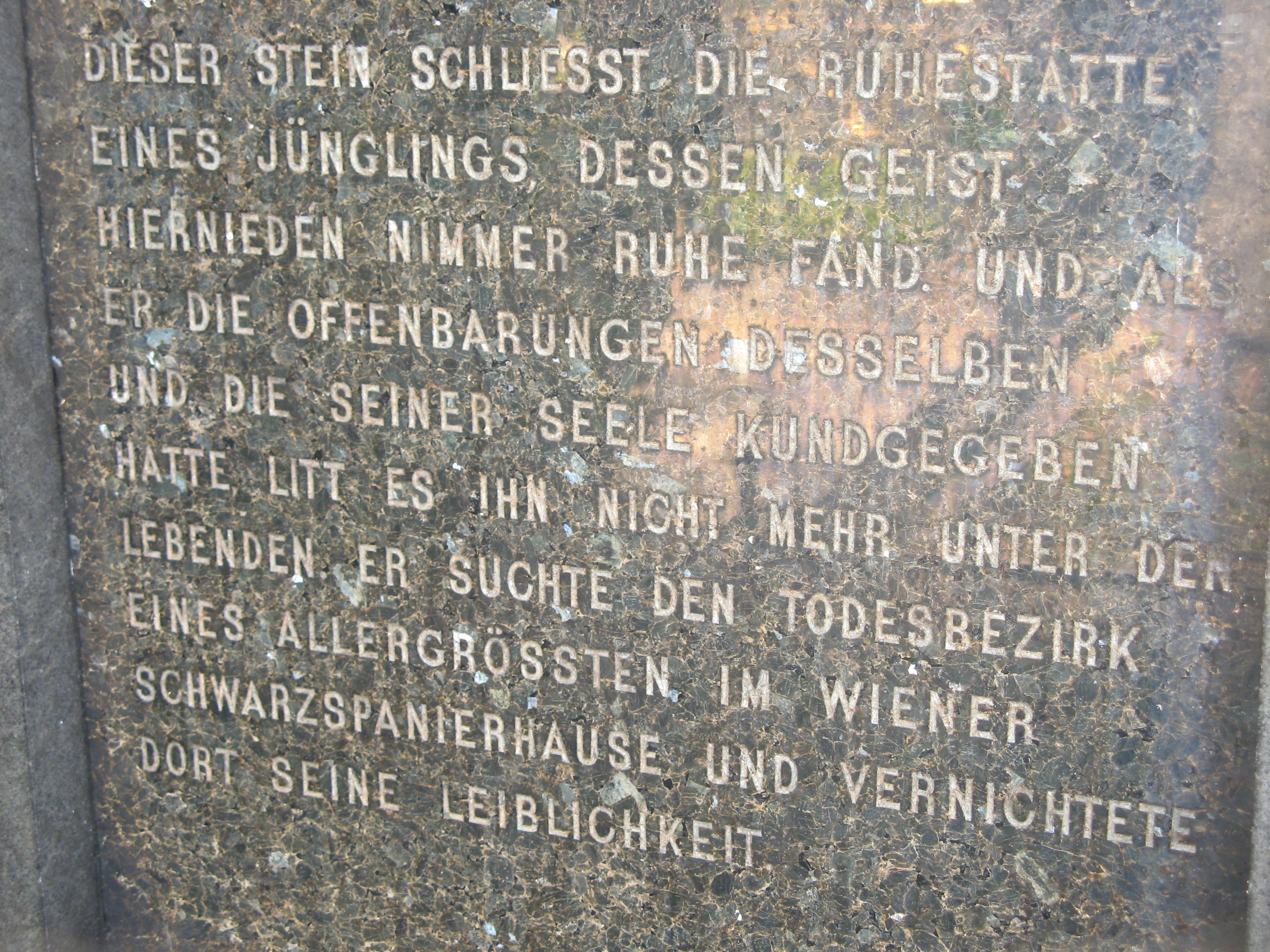
Lápida de la tumba de Otto Weininger en Viena.

Sexo y carácter aparece en mayo de 1903. Las ediciones se suceden con rapidez asombrosa; la segunda es de noviembre del mismo año y en el siguiente surgen cuatro ediciones, de manera que ya en 1923 alcanzan un total de veinticinco, sin contar las traducciones a seis o siete idiomas. Pero el autor no llegó a ver el éxito de su obra; a poco de publicada la primera edición, el 4 de octubre de 1903, puso término a su vida disparándose. Dejó una serie de fragmentos, recogidos en el volumen póstumo titulado Ueber die letzten Dinge.

## Análisis
El motivo central del libro, el tema de la investigación, es la caracteriología de los sexos y su prolongación hasta agotar —desde el punto de vista del autor— el problema en todos sus aspectos filosóficos. Cualquier disconformidad con la postura general de Weininger debe ser respetuosa de su franqueza y sinceridad, de la resuelta energía con que lleva adelante la averiguación. Se puede rechazar de plano las ideas centrales del libro; no es posible negar que la conciencia de la humanidad viene trabajada desde sus comienzos por un oscuro problema, uno de cuyos planteamientos más vastos y atrevidos se encuentra en Weininger. Y la extrema juventud del autor no es ajena a la índole de su obra; antes bien, se ha de ver en ella quizás la transposición metafísica de las angustias y terrores de un adolescente genial, la resolución en sistema y teoría de una crisis juvenil sobremanera intensa y dolorosa. La última palabra del autor es realmente trágica. Así como, según Schopenhauer, la existencia es el mal y debe ser negada y suprimida desde sus mismas raíces, así para Weininger la feminidad. Desde este punto de vista, la filosofía reciente cuenta con un libro que viene a ser antítesis de Sexo y carácter, el de Ernst Bergmann, titulado Erkenntnisgeist und Muttergeist (1932), libro también producto de una crisis, pero no de una crisis individual sino histórica, donde se acusa a la cultura de Occidente de una fatal desviación originada por el predominio del principio masculino y se predica el retorno al sentido de lo materno: «Zurueck zum Muttergeist!».
El valor de Sexo y carácter se mantiene independientemente del que se asigne a la extremosa metafísica del sexo contenida en él. El libro es extraordinariamente rico en materiales sobre caracteriología general, psicología, lógica y ética. Hay en él, en esbozo, una interesante teoría del valor, y abunda en ideas sobre una de las cuestiones que más preocupan a la filosofía presente: la de las personas, asunto en el cual Weininger abre profundos surcos, hasta el punto que se puede decir de él que es uno de los más agudos filósofos de la personalidad. El intenso trabajo consagrado por Weininger a la elaboración de su libro se documenta en las profusas anotaciones que acompañan a las ediciones alemanas, más de ciento treinta páginas.

## Sobre Weininger
- Dardo Scavino, "El antifeminismo de Otto Weininger", Symploké" n°9, octubre de 2018, p.68